# Messerschmitt Me P.1070
De Messerschmitt Me P.1070 is een project voor een jachtvliegtuig ontworpen door de Duitse vliegtuigontwerper Messerschmitt. Dit project werd in het begin van 1940 opgezet door Dipl-Ing Hans Hornung om een tweemotorig jachtvliegtuig te ontwikkelen waarvan men het gewicht zo gering mogelijk wilde houden. Men wilde dit bereiken door de afmetingen zo klein mogelijk te houden.
Deze werkwijze had echter wel tot gevolg dat het vleugeloppervlak kleiner werd en door het toepassen van de laatste technieken in de aerodynamica beschikte het toestel hierdoor over uitstekende prestaties. De P.1070 werd door het ontwerpteam intern ook gebruik voor een vergelijking met de Me 262 die toen reeds in aanbouw was. Er waren twee uitvoeringen in ontwikkeling, een met de vleugel in het midden van de romp en een met de vleugel tegen de onderkant van de romp. De motoren waren in de vleugels ingebouwd. Men experimenteerde ook met de positie van de cockpit. Deze werd van de rompneus verplaatst naar het midden van de rompbovenkant. Men paste een druppelcockpit toe en een die overliep in de rompachterkant.
De staartsectie werd ook aangepast, vooral in grootte en oppervlak. Het ontwerp had wel iets weg van de latere Gloster Meteor. Men was echter al in een ver gevorderd stadium van ontwikkeling en aanbouw van de Me 262 en de ontwikkelkosten voor beide toestellen zouden hoog oplopen. Hierdoor werd de ontwikkeling van de P.1070 geannuleerd.
Vooroorlogse ontwerpen:
S 7 ·
S 8 ·
S 9 ·
S 10 ·
S 13 ·
S 14 ·
S 15 ·
S 16 ·
M 17 ·
M 18 ·
M 19 ·
M 20 ·
M 21 ·
M 22 ·
M 23 ·
M 24 ·
M 25 ·
M 26 ·
M 27 ·
M 28 ·
M 29 ·
M 30 ·
M 31 ·
M 33 ·
M 35 ·
M 36 · 
M 37
Ontwerpen 1933-1945:
Bf 108 · 
Bf 109 ·
Bf 109TL ·
Bf 109Z ·
Bf 110 ·
Bf 161 ·
Bf 162 ·
Me 163 · 
Me 209 ·
Me 210 ·
Me 261 ·
Me 262 · 
Me 263 ·
Me 264 · 
Me 265 · 
Me 290 · 
Me 309 ·
Me 309Z ·
Me 321 · 
Me 323 · 
Me 328 · 
Me 334 ·
Me 410 · 
Me 509 · 
Projecten tot 1945:
P.1051 ·
P.1062 ·
P.1065 ·
P.1070 ·
P.1073 ·
P.1092 ·
P.1095 ·
P.1099 ·
P.1100 ·
P.1101 ·
P.1102 ·
P.1103 ·
P.1104 ·
P.1106 ·
P.1107 ·
P.1108 ·
P.1109 ·
P.1110 ·
P.1111 ·
P.1112
Libelle ·
Schwalbe ·
Wespe ·
P.08.01 ·
Zerstörer Project II
Overig:
C-44